# Kerkradio
Kerkradio is de eigentijdse benaming voor het begrip kerktelefoon. Het systeem zorgt ervoor dat kerkdiensten ook thuis "live" te beluisteren zijn. Voor deze nieuwe naam is gekozen omdat moderne systemen het signaal niet meer als draadomroep in telefoonkwaliteit via het KPN-telefoonnet transporteren, maar gebruikmaken van het internet of van een draadloos systeem om het signaal naar de luisteraar te brengen.
De keuze tussen kerkradio via internet of via de ether is niet altijd gemakkelijk, omdat er meerdere factoren van invloed zijn op de technische mogelijkheden en de uiteindelijke kosten per luisteraar. In de loop der tijd kunnen de omstandigheden ook nog veranderen.

## Kerkradio via de ether

### Voordelen
- Luisteren is helemaal gratis, alleen voor de zendvergunning moet worden betaald.
- Bereik 3 tot 5 km, bij gebruik van een buiten-ontvangantenne tot 15 km.
- Geen beperking aan het aantal luisteraars binnen het zenderbereik.
- Eigen kerkzender; alleen zendvergunning nodig.
- Ontvangst met een vaste of mobiele kerkradio-ontvanger.
- Alles volledig in eigen beheer, naast de zendvergunning geen afhankelijkheden.
- De ontvangers zijn draadloos, dus makkelijk overal in huis te plaatsen.

### Nadelen
- Geografisch bereik beperkt tot zo'n 5 km.
- Indien geen eigen toren moet de zendantenne buiten geplaatst worden.

## Kerkradio via internet

### Voordelen
- Ontvangst wereldwijd via een normale telefoonlijn, ADSL, kabel of wifi.
- Uitzendingen voor een besloten luistergroep mogelijk.
- Zendkant (kerk): breedbandinternetaansluiting en een internet-audiozender nodig.
  - de zender kan óf rechtstreeks naar de luisteraars uitzenden,
  - óf naar een streaming provider.
- Geen zendvergunning nodig.
- Lage instapkosten.
- Kerkdiensten kunnen achteraf worden beluisterd.

### Nadelen
- Internetaansluiting nodig.
- Goede infrastructuur van het internet moet aanwezig zijn aan zowel de zend- als ontvangstzijde.
- De luisteraar dient te beschikken over een internetontvanger, zoals een smartphone, een losse internetradio of een pc.